# 弗拉拉卡斯
弗拉拉卡斯（阿美語：Felalakac/Felalakas/Kariwasan/Kalawktsag/kalawatsan//Kalawatsay/Vulalakas），亦可稱Kadankan，是台灣阿美族神話中的神，可能與冬季相關。

## 身世與職責
弗拉拉卡斯為神族譜系當中負責使海面起伏不定的第五代神祇，他是Rijar的孩子，其配偶為Tiyamacan。

## 神話
關於弗拉拉卡斯的神話傳說，最著名的則為發光的女孩，但因有多種版本故僅採其中兩則。

#### 傳說一
有一天，Tiyamacan去河邊挑水時，被莉嘉兒叫去視察情況的弗拉拉卡斯發現，弗拉拉卡斯陶醉於她的美貌，因此主動幫她提水，並且向她求婚，Tiyamacan的家人為了不讓她落入弗拉拉卡斯的手中，先後將她用葉子包起來、藏在木箱或糞坑裡，但最後仍因為她全身散發的光芒而被發現，憤怒的弗拉拉卡斯將海水灌向陸地，製造大洪水捲走了Tiyamacan，強娶她為妻。迪雅瑪贊在海面上漂流，她的父母一直在海岸上跟著跟到花蓮的東北方，知道無法擺脫弗拉拉卡斯的她決定在那裡跟父母告別，馬達匹拉普和利蓀因為想念女兒，分別變成海棗樹（Kadotakit）和海鳥（Arongay）守著海邊。
傳說Tiyamacan被強娶後，天上傳來隆隆聲響時，就是她在舂米；當海面浮起泡沬時，是她舂米丟下的米糠和穀皮，而那些東西會變成魚苗，虱目魚在海中擺動身子的樣子，就像她在擺動手臂。

#### 傳說二
傳說弗拉拉卡斯和雷神嘎龍貢（Karugkug）同時喜歡上發光的女孩Tiyamacan，於是雙方紛紛上門求婚，而Tiyamacan最終也與弗拉拉卡斯一同私奔。知曉此事的嘎龍貢回去對Rijar及Panasajau大發雷霆，其引起的雷聲使得海水大退，在Rijar及Panasajau同意嘎龍貢和弗拉拉卡斯兩人共娶一妻（Makakotai ko malukakahai）後，雷聲停止，海水也重新流回來並淹沒大地，其淹死者皆昇天成為星星 :396。